# Zalaistvánd
Zalaistvánd là một thị trấn thuộc hạt Zala, Hungary. Thị trấn này có diện tích 10,8 km², dân số năm 2010 là 368 người, mật độ 34 người/km².